# Общественное Полтава
Общественное Полтава (укр. Суспільне Полтава) или Филиал ПАО «НОТУ» «Полтавская региональная дирекция» (укр. Філія ПАТ «НСТУ» «Полтавська регіональна дирекція), ранее UA: Полтава — филиал Национальной общественной телерадиокомпании Украины в Полтавской области.

## История
В декабре 1937 года была основана редакция Полтавского областного радио, которая выходила в эфир с городскими новостями по проводной сети вещания. 1 июля 1977 открылся телевизионный корреспондентский пункт Полтавского облтелерадиокомитета, который готовил материалы городской тематики для Киевской телестудии. С 1991 года Полтавская студия телевидения ведёт собственные передачи, в этот же период вместо Комитета по телевидению и радиовещанию Полтавского облисполкома была создана Полтавская областная государственная телерадиокомпания (Полтавська обласна державна телерадіокомпанія «Лтава»), в 2017 году она была упразднена вместо неё в была создана Полтавская региональная дирекция Национальной общественной телерадиокомпании Украины.
23 мая 2022 года в связи с обновлением дизайн-системы брендов НОТУ телерадиокомпания сменила название на «Общественное Полтава».
С 20 ноября по 18 декабря 2022 года телеканал филиала транслировал чемпионат мира по футболу 2022.

## Телеканал
По лицензии Национального Совета Украины по вопросам телевидения и радиовещания телеканал «Лтава» вещает 14 часов в сутки. Его основу составляют программы об области, посвящённые общественно-политическим, экономическим, социальным и культурным вопросам, ведётся пропаганда традиционных национальных культурных ценностей украинцев.
Информационные программы сообщают последние новости и факты о событиях, тенденциях и особенностях области. Городская проблематика занимает первое место в сетке вещания программ подобного типа. Также часто показываются передачи с руководителями области в прямом эфире, в которых сообщается о деятельности органов исполнительной власти, городского самоуправления и т.д. Самыми популярными программами являются «Полтавские телевизионные новости» (укр. Полтавські телевізійні новини), «Телееженедельник» (укр. Телетижневик), «К вам вопрос» (укр. До вас запитання), ток-шоу «Открыто о…» (укр. Відверто про…), познавательно-развлекательные «Встреча для вас» (укр. Зустріч для вас), «Четвёртые петухи» (укр. Четверті півні), народно-познавательная «Обереги» и музыкальная молодёжная «Квадрат Успеха» (укр. Квадрат Успіху).
«Лтава» является единственной телерадиокомпанией Украины, в которой есть детская студия телевидения. В студии «Вместе» (укр. Разом) обучаются около сотни детей, которые принимают участие в создании и развитии десятка телепроектов.

## Статистика вещания
Ежегодно время областного радиовещания на Первом национальном канале составляет 928 часов. Ежемесячно выходят около 55 программ разной тематики: выделяются информационная программа «Панорама», авторские передачи «Открой конверт» (укр. Відкрий конверт), «Агропром», «Социальный вестник» (укр. Соціальний вісник), «Добрый день, доктор» (укр. Добридень, лікарю) и «Когда говорят музы» (укр. Коли говорять музи). Также есть программы для детей: «Курочка Ряба», «Яблоко Ньютона» (укр. Яблуко Ньютона), «Классный журнал» (укр. Класний журнал).

## FM-радио
Со 2 ноября 1995 в Полтаве вещает региональная радиостанция «Ваша хвиля» — первая эфирная радиостанция Полтавской области информационно-музыкального направления. 95% эфирного времени каждую недель занимают порядка 40 программ. В информационных программах сообщаются новости области, страны и мира, проводятся прямые включения, репортажи и интервью. В художественных программах рассказывается о лучших произведениях искусств на Украине и в мире, также выступают музыкальные коллективы.

## Информационные партнёры и награды
Информационными партнёрами являются ГТРК «Культура» на Украине, Всемирная служба телевидения и радиовещания Украины (УТР), BBC, Deutsche Welle и так далее (последние предоставляют полную информацию о зарубежных новостях). Журналисты «Лтавы» завоевали более 30 наград на конкурсах телерадиопрограмм.